# Astrid Barrio López
Astrid Barrio López (Barcelona, 1974) és una politòloga catalana, actual presidenta de la Lliga Democràtica i membre de l'executiva de Centrem.
Graduada i doctora en ciències polítiques a la Universitat Autònoma de Barcelona, va realitzar també estudis de postgrau a l'Institut d'études politiques de París. La seva tesi doctoral va ser guardonada amb el premi AECPA. Va ser professora de la seva disciplina a la Universitat Autònoma de Barcelona i actualment ho és a la Universitat de València. Com a opinadora, ha col·laborat en programes de la CCMA com Els matins o el Més 324 i a El debat de La 1, de Televisió Espanyola. La formació que presideix ha estat definida com (neo) catalanista no independentista (o constitucionalista). En l'àmbit polític, la formació es considera de centre liberal i aposta per una reconciliació entre catalans.
El 2022 va formar part de l'executiva de Centrem, un partit polític liderat per Àngels Chacón.